# Abludomelita denticulata
Abludomelita denticulata is een vlokreeftensoort uit de familie van de Melitidae. De wetenschappelijke naam van de soort is voor het eerst geldig gepubliceerd in 1965 door Nagata.